# NSB El 1 sorozat
Az NSB El 1 sorozat egy norvég B'B' tengelyelrendezésű 15 kV, 16,7 Hz AC áramrendszerű villamosmozdony-sorozat volt. Az NSB üzemeltette. Ez a mozdony volt Norvégia első villamosmozdony-sorozata. 1922 és 1973 között közlekedtek. Összesen 24 db készült belőle az ASEA és a Thune gyárban; 1922-ben 22 darab, 1930-ban 2 darab. A sorozatot 1973-ban selejtezték.

## Lásd még
- DB E 71
- SJ Oc